# Sprinkler

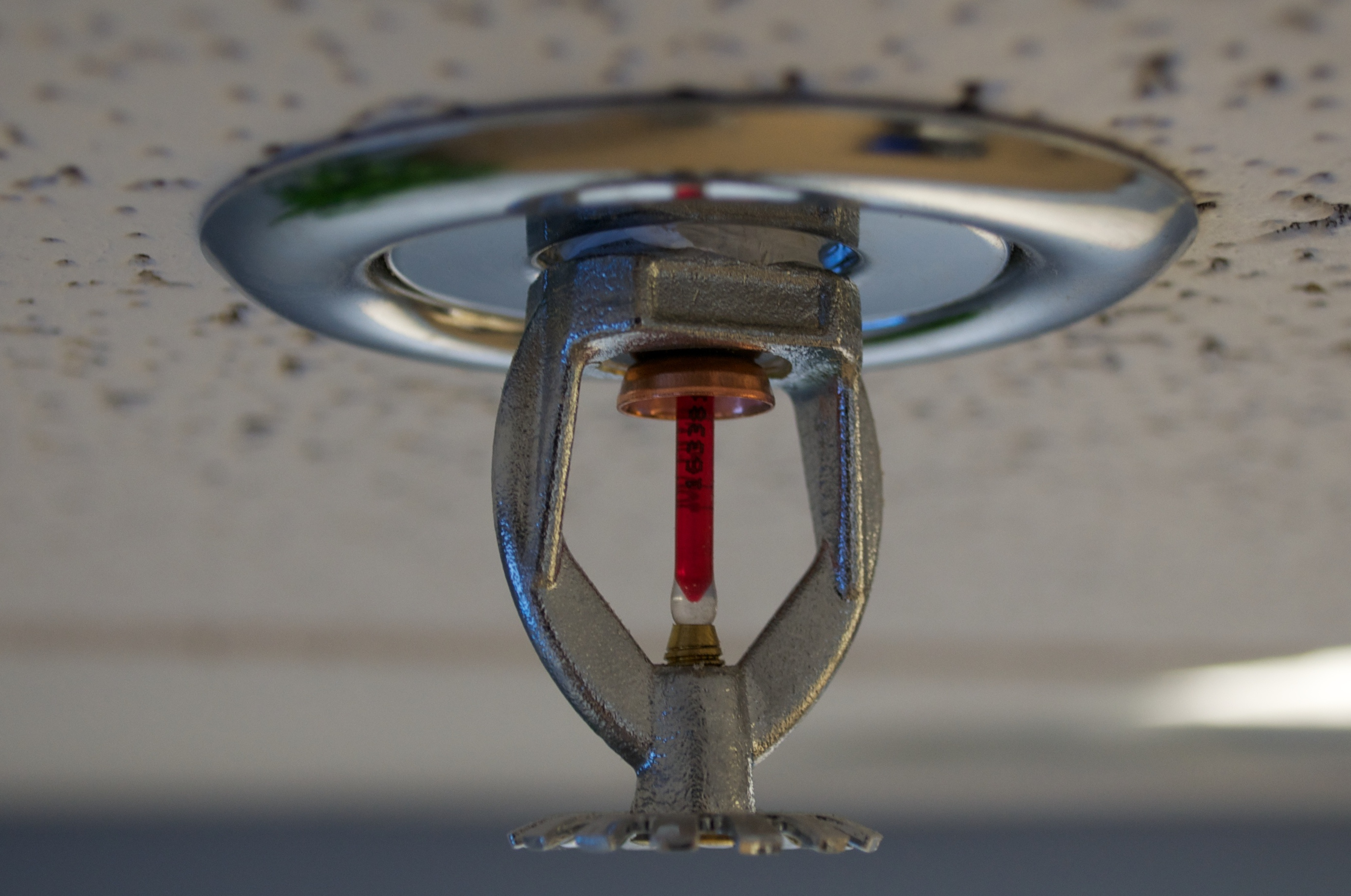
A sprinkler mennyezetre szerelve

A sprinkler vagy sprinkler szórófej a sprinkler rendszer része, és ha tüzet érzékel, a vizet kiengedi az oltáshoz. Más szóval ha a környezet hőmérséklete túllépi az előre meghatározott értéket, a szórófejben lévő hőérzékeny betét szétrobban, és elkezd áramlani a víz a tűz oltásához. 
A sprinklereket széles körben használják világszerte, évente több mint 40 millió sprinklerfejet szerelnek fel.
Azoknál az épületeknél, amelyeket megfelelően tervezett és karbantartott sprinklerekkel védenek, a tüzek több mint 99%-a sprinklerekkel gyorsan eloltható.

## Sprinklerberendezés típusok

### Nedves rendszer
A sprinklerberendezés egy nyomás alatt álló, zárt csőrendszer. A rendszer állandó készenléti nyomását általában a városi vízhálózat nyomása biztosítja. A sprinkler szórófejekben a víznyomásnak ellenálló dugót valamilyen, hőre érzékeny betét tartja a helyén; napjainkban a legelterjedtebb egy folyadékkal töltött üvegfiola, mely adott hőmérsékleten szétrobban, így a dugót a víz nyomása szabadon kilökheti, és a víz útja szabaddá válik. (A sprinkler szórófej oldási hőmérséklete több fokozatban 54 Celsius-foktól akár 260 fokig is terjedhet, az általánosan elterjedt oldási hőmérséklet 68 Celsius-fok.)
A nedves sprinkler berendezések érzékenyek a fagyra, így a fagyveszélyes területeken más megoldást kell találni.

### Száraz rendszer
A száraz rendszer szintén egy nyomás alatt lévő hálózat, azzal a különbséggel, hogy a hálózatban nyomás alatt lévő levegő van a speciális száraz riasztószelep hálózat felőli oldaláig. A száraz rendszer vízellátás felőli oldalán már víz található. A száraz szelep úgy van kialakítva, hogy a kompresszorral fenntartott levegőoldali készenléti nyomás képes ellenállni a vízellátás felőli, nyomástartó szivattyúval fenntartott nyomásnak. Mikor egy szórófej kiold, a levegő szökik, és a légnyomás olyannyira lecsökken, hogy a száraz riasztószelep nyit, és a rendszert elárasztja vízzel, innentől az oltás azonos a nedves rendszerével.
A száraz rendszerek problémája, hogy teljes mértékben üríthetőknek kell lenniük, vagyis lejtésben kell szerelni a hálózatot. Ez az egyéb szakágakkal való ütközések elkerülésében csökkenti a rendszer flexibilitását. További hátránya, hogy a rendszer késéssel kezd oltani, így a szabvány közel 30%-kal nagyobb víz- és szivattyúigényt ír elő.

### A típusú elővezérelt rendszer
Azokban az esetekben, amelyekben a sprinkler berendezés téves működése esetén, például egy mechanikai sérülés okán nyíló sprinkler, a várható vízkár túlzott anyagi kárt okozhatna, A típusú elővezérelt rendszert alkalmazunk. Ilyenkor egy olyan száraz rendszerről beszélünk, ahol a riasztószelepet kizárólag a tűzjelző jele nyitja. Így ha egy sprinkler szórófej nem tűz okán old ki, akkor a rendszerből csak a levegő áramlik ki, a szelep azonban nem nyit, így vízkárt nem okozhat.

### B típusú elővezérelt rendszer
Azokban az esetekben használjuk, ha fagyveszély van, ám a kockázat szintje megkövetelné a nedves rendszer alkalmazását. Ebben az esetben szintén egy száraz rendszerről beszélünk, de a riasztószelep nyitását nemcsak a levegőoldali nyomásesés idézheti elő (mint a hagyományos száraz rendszernél), hanem a tűzjelző berendezés vészjelére is nyit a szelep.
Mivel a gyakorlatban a tűzjelző berendezés hamarabb érzékeli a tüzet, mint ahogyan a sprinklerfej kioldana, a riasztószelep már akkor nyit, mikor a tűzjelzés beérkezik. Mivel a levegő nyomása jelentősen alacsonyabb a víz nyomásánál, így a szelep nyomásával a hálózat jelentős része elárasztódik vízzel, így a sprinkler szórófejek kioldásakor a rendszer már kvázi nedves rendszerként, késlekedés nélkül képes oltani. Amennyiben a tűzjelző rendszer valamilyen oknál fogva nem működik, úgy a rendszer tűz esetén is működik, igaz, csak mint hagyományos száraz rendszer. Hátránya, hogy ugyanúgy lejtéssel, üríthetőnek kell szerelni, mint a száraz rendszereket. Előnye, hogy nagy biztonságot nyújt, így a száraz rendszereknél szükséges 30%-os víztöbbletet a szabvány nem írja elő.